# Callianthe picta
Callianthe picta är en malvaväxtart som först beskrevs av John Gillies, William Jackson Hooker och Arn., och fick sitt nu gällande namn av Donnell. Callianthe picta ingår i släktet Callianthe och familjen malvaväxter. Inga underarter finns listade i Catalogue of Life.